# Alaogasi füziketirannusz
Az alaogasi füziketirannusz (Phylloscartes ceciliae) a madarak (Aves) osztályának verébalakúak (Passeriformes) rendjébe és a királygébicsfélék (Tyrannidae) családjába tartozó faj.

## Rendszerezése
A fajt Dante Martins Teixeira brazil ornitológus írta le 1987-ben.

## Előfordulása
Kis területen, Brazília északkeleti részén, Alagoas és Pernambuco államokban honos. Természetes élőhelyei a  szubtrópusi vagy trópusi síkvidéki esőerdők, melyek napjainkban igencsak összefüggéstelen, széttöredezett élőhelyet nyújtanak e madarak számára az erdőirtások miatt. Élőhelyének csökkenése napjainkban is tart. Az élőhelye összesen mintegy 110 négyzetkilométernyi területet foglal magába. elterjedési területének magassági korlátja 550 méteres tengerszint feletti magasságot takar, míg a legalacsonyabb terület, ahol előfordul 400 méteres tengerszint feletti magasságban van. Egyedeinek számát 250-999 közé teszik  a szakemberek. A nedves esőerdőkben él, ám előfordul kevert faállományú erdőkben is, ahol 6-15 méterrel a föld fölött csapatokba verődve él. Átlagosan 3,6 év e madarak várható élettartama. A párzási időszak szeptembertől februárig tart.

## Megjelenése
Testhossza 12 centiméter, testtömege 7-8 gramm. Testének tollazata zömében olívazöld színű. Szemöldöki részét, szemének alját és fülének tájékát fehéres tollazat borítja. Testének alsó részei fehéres tollazattal borítottak. Begye halvány sárga színű, szárnyai sötétzöldek.

## Természetvédelmi helyzete
Az elterjedési területe nem nagy, egyedszáma 50-249 példány közötti és csökken. A Természetvédelmi Világszövetség Vörös listáján súlyosan veszélyeztetett fajként szerepel.